# アイランドホッピング
アイランドホッピング (island hopping) は、島と島とをつなぐ短い旅を繰り返しながら大洋を渡ることである。大洋を直接横断する旅とは異なる。
生物学においては、島伝いに動物や植物の種が伝播してゆく方法のこと、また人類学では、ポリネシア人が太平洋の島々に進出していったことを称してアイランドホッピングと呼ぶ。

## 歴史

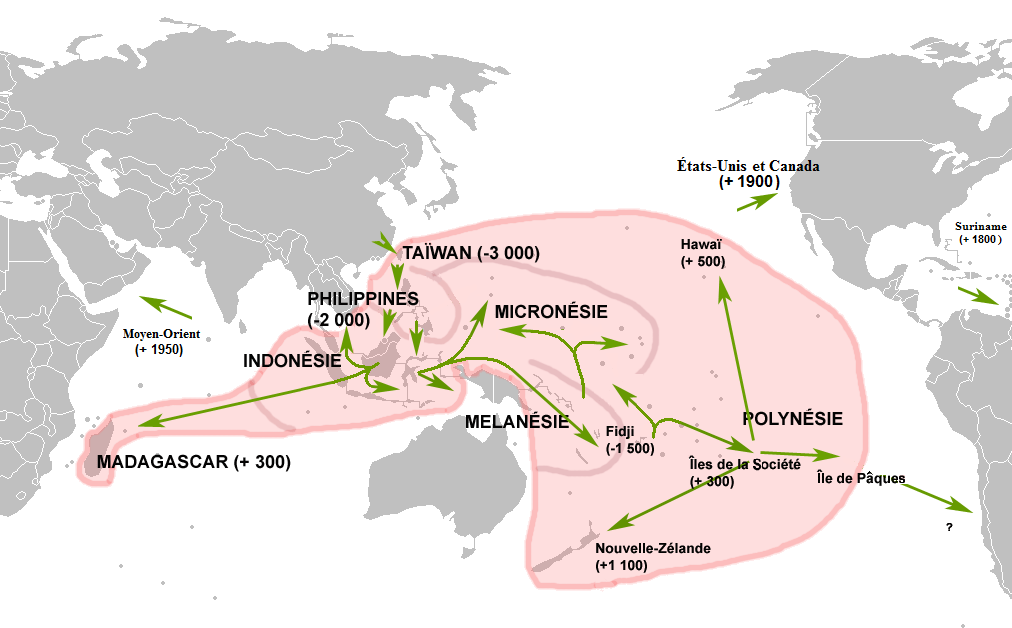
ポリネシア人を含むオーストロネシア人の移動経路

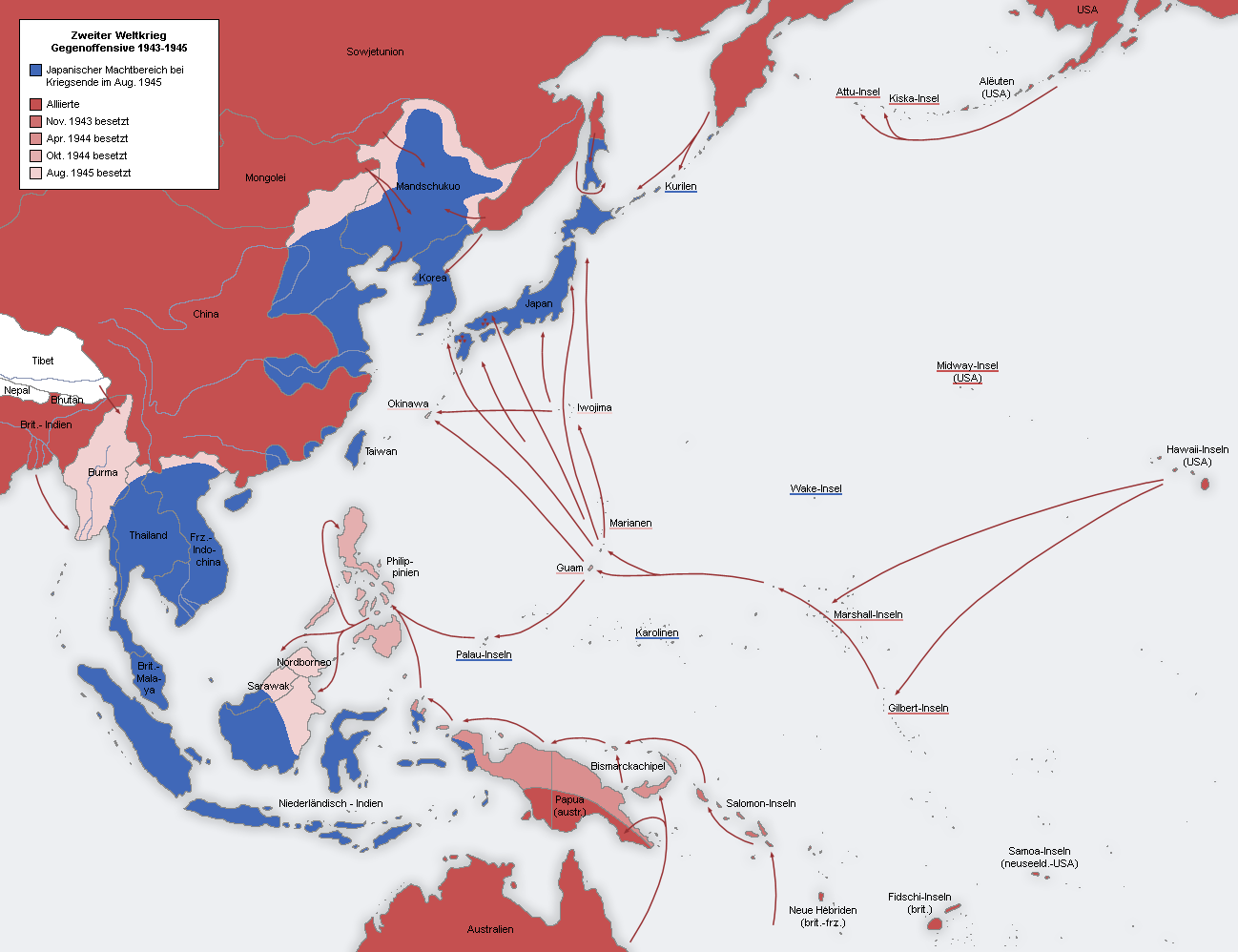
連合国の飛び石作戦により日本が太平洋上の拠点を失っていく様子（1943年から1945年）

スペイン人がカリブ海の島々を次々と発見し征服していった航海はアイランドホッピングによる。クリストファー・コロンブスは1492年にグアナハニ島（サン・サルバドル島）に到達、続いてキューバ島、イスパニョーラ島、ドミニカ島と島伝いに航海した。
第二次世界大戦の太平洋戦線において、連合国軍がとった戦略がアイランドホッピング、またはリープフロッギング（蛙飛び）と呼ばれ、日本では飛び石作戦とも呼ばれる。これはラバウルなどの要塞化により攻略が困難な日本軍の拠点を避けながら、日本軍の戦力が比較的薄く、かつ日本本土に迫るには戦略上重要な位置にある島（サイパン島など）に連合国軍の戦力を集中して攻め落としてゆくというものであった。これを可能にしたものはアメリカ海軍の潜水艦部隊であり、アメリカ軍やイギリス軍、オーストラリア軍からなる圧倒的な航空戦力であった。また日本軍が艦隊決戦主義を採り、この戦略に不可欠な補給物資や増援部隊を載せた輸送船への攻撃に積極的ではなかったことも連合国軍の戦略遂行を助ける形となった。これに対して連合国軍の潜水艦部隊や航空戦力は、航空機の援護が薄かった日本軍の輸送船を撃沈して物資の補給や部隊増強を阻止するとともに、日本軍が多数駐留し拠点としている島を孤立化して無視できる存在にした。こうして連合国軍は日本本土を爆撃、または空母艦載機によって攻撃できる航続距離にある島々まで到達したが、孤立し無視されて戦力を温存できたニューブリテン島やウェーク島などの複数の島は主戦場とはならなかったものの、駐留する日本軍が連合国軍を攻撃し続けた。さらに日本軍部隊の中には終戦後もジャングルに篭り抵抗する者もいた。この一連の戦いからの教訓を受けて、その後のアメリカ海兵隊が作り上げられていった。

## 旅行
フィリピンやインドネシア、ニューギニアなどの群島国家や太平洋の島々、日本の南西諸島（奄美群島や琉球諸島・大東諸島）などを、航空機や船などでつなぎながら旅することを「アイランドホッピング」と呼ぶ。航空の世界では、航続距離や利便性を理由に、複数の島を経由する航空路線のことを指す。

### 過去
かつて大洋をわたる航続距離のない飛行機がアイランドホッピングで洋上飛行を行った。第一次世界大戦後には、インペリアル航空（のち英国海外航空）がショート・エンパイアなど、大日本航空が川西式四発飛行艇、パンアメリカン航空がマーチン M130チャイナクリッパーなどといった飛行艇を用いて、植民地や信託領などの島嶼を結んでいた。
大西洋では、ヨーロッパと北アメリカ間の旅客機は、カナリア諸島 - カリブ海を経由していた。中には西アフリカ - アセンション島 - ブラジルというルートや、アイスランド - グリーンランド - ニューファンドランド島というルートで横断することもあった。航続距離性能が不十分だったレシプロ四発機の初期時代には何度もテクニカルランディングを繰り返す航空便が存在し、一例では1946年から1949年までの短期間存在した英国南米航空（のち英国海外航空に吸収合併）はアブロ ランカストリアン、アブロ チューダーを用い、ロンドン発メキシコ・ブエノスアイレス便は途中リスボン・アゾレス諸島・バミューダ諸島・バハマを経由していた。
太平洋では、第二次世界大戦前の1935年、アメリカ合衆国が、支配下に置いていたジョンストン島などを利用した太平洋横断商業飛行を計画。日本側では1941年（昭和16年）4月に、大日本航空が横浜 - サイパン - コロール（パラオ）- トラック - ポナペ（ポンペイ）- ヤルートの路線を飛行艇を利用して開設していた。戦後は日本航空が、ダグラス DC-6やDC-8による東京 - ウェーク島 - ホノルル - サンフランシスコ路線を開設していた。

### 現在
広大な海域に島が点在する太平洋では、アイランドホッピングによる航空路線が多く運航されている。

#### 北太平洋
アメリカでは「アイランドホッパー」と呼ばれ、アメリカ合衆国のアラスカ州では、アラスカ本土と島嶼間、アリューシャン列島の各島を結ぶ生活路線を、アラスカ航空やグラント・アビエーション、ペン・エアーなどが陸上機（旅客機と貨客混載機、貨物機）や水上機で結んでいる。

#### 中部太平洋
中部太平洋ではユナイテッド航空（かつてのコンチネンタル・ミクロネシア）が、グアムとホノルルを、途中複数の島を経由して結ぶ航空路線を運航している。アメリカの自治領であるグアムから同じアメリカのホノルルを結ぶ路線でありながら、間にミクロネシア連邦、マーシャル諸島という2つの国を経由する国際路線である。なお同社はホノルルとグアムを結ぶ直行便も運航している。
- グアム -  チューク（トラック） -  ポンペイ（ポナペ） -  コスラエ（クサイ） -  クェゼリン -  マジュロ -  ホノルル

飛行距離としては格別に長い路線ではないが、途中、給油と荷物の積み下ろしを何度も繰り返し、日付変更線を越えて飛行するため、朝出発して夜到着するロングフライトとなり、通しで乗ると3度の機内食が出る。客室乗務員はマジュロで交代し、パイロットも2組が乗務し交代制で運航する。離島空港では短距離滑走路も多く機体性能限界に近い状況で運航されるため、整備士も同乗のうえ、各空港でブレーキ回りを重点的に点検している。途中経由地のうち、ポンペイ島はミクロネシア連邦の、マジュロ島はマーシャル諸島の首都である。クェゼリン島は、アメリカ海軍の軍事施設しかなく、クェゼリン環礁内の他の島へ向かう利用者以外は降機が許されないうえ、機窓からの写真撮影も禁止されている。
2004年まではマジュロとホノルルの間にあるジョンストン島も経由していた。軍事施設しかない島で、クェゼリンと同様に一般利用客の降機は許されなかったが、同島のアメリカ軍基地が閉鎖され無人島となったために寄港が中止された。

#### 南太平洋
ナウルやフィジー、ニューギニアやソロモン諸島などの南太平洋およびその近郊の島国、ニューカレドニアやタヒチなどのフランスの海外領土や海外共同体では、ナウル航空やキリバス航空、エアタヒチ、エアカランやフィジー・エアウェイズ、ソロモン航空やニューギニア航空などが、ハブ空港と複数の離島の間や、複数の周辺国を経由する路線を運航している。

#### 日本
JALグループの日本エアコミューター (JAC) が2018年7月1日に、奄美大島から奄美群島の各島を経て沖縄本島へ至る航空路線、通称「奄美群島アイランドホッピングルート」を開設した。
- 奄美空港（奄美大島）- 徳之島空港（徳之島）- 沖永良部空港（沖永良部島）- 那覇空港（沖縄本島）

機材はATR42-600を使用。1日1往復の運航で、2020年3月1日時点での運航ダイヤは以下の通り。区間ごとに便名が変更され、奄美 - 沖永良部間と沖永良部 - 那覇間で便名の奇数・偶数が入れ替わる。
- 奄美（10:55発）―JAC3841便→（11:25着）徳之島（11:55発）―JAC3711便→（12:25着）沖永良部（12:55発）―JAC3716便→（13:40着）那覇
- 那覇（14:25発）―JAC3715便→（15:20着）沖永良部（15:50発）―JAC3710便→（16:20着）徳之島（16:50発）―JAC3844便→（17:20着）奄美

なお、奄美 - 那覇間では同じJALグループの琉球エアーコミューター (RAC) がかつて1日1往復の直行便を運航していたが、2022年7月にJALグループ内の路線再編によりRAC運航の直行便は終了、JACによる奄美発のみ与論経由となる奄美→与論→那覇→奄美の運用へ変更となった。RACやJACの直行便は那覇 - 奄美間を約1時間で結ぶのに対し、「奄美群島アイランドホッピングルート」は3時間近く、与論経由の奄美 - 那覇便は約1時間半を要する。